# Águia de Ouro
O Grêmio Recreativo Cultural Social Escola de Samba Águia de Ouro é uma escola de samba da cidade de São Paulo, sediada no bairro da Pompeia. Adotando como símbolo a águia e as cores azul, dourado e branco, o Águia de Ouro obteve seu primeiro título no grupo especial do carnaval de São Paulo em 2020.

## História
A Águia de Ouro foi fundada em 9 de maio de 1976, com a associação dos jogadores do time de futebol Faísca de Ouro. Entre uma partida e outra, fazendo samba e comandados por Gilson Carriuolo, Antonio e Maíco, ex-integrantes da Escola Pérola Negra, crescia a cada dia a roda de samba. Decidiram então fundar em 9 de maio de 1976, o G.R.E.S. Águia de Ouro, no bairro da Pompeia.
Dos cerca de 50 jogadores do Faísca que ajudaram a formar a escola, 15 deles ainda comparecem regularmente à quadra da Águia, embora o time tenha sido desativado em 1982. Desses, um dos mais importantes é Sidnei Carrioulo Antônio, atual presidente da agremiação.
O Águia de Ouro estreou em 1977 no Grupo 4 (atual Grupo 2 da UESP), com o Enredo "A Bahia de Jorge Amado" e samba de Ditinho, numa tarde de sol forte na Avenida Tiradentes. Nesta ocasião, a escola conseguiu o vice-campeonato, ascendendo ao Grupo 3 (atual Grupo 1 da UESP).
Em 1984, um incêndio na sede destruiu parte das fantasias e quase a tirou do carnaval. De 1976 até 1986, os integrantes ensaiaram em praças do bairro, até conseguirem nesse ano um espaço embaixo do Viaduto Pompéia.
No período 1999 a 2007, a escola se mantém no Grupo Especial do carnaval, quase sempre com desfiles polêmicos, exóticos e/ou inovadores, sendo considerada uma escola de vanguarda.
Destaca-se entre eles o de 2001, quando a escola fez uma crítica política com um enredo que comparava a corrupção existente no Brasil à bruxaria, com políticos e artistas em seu desfile. Com um belo samba-enredo cadenciado por uma bateria competente a Águia de Ouro encantou o anhembi com um desfile belíssimo, e uma Evolução perfeita a escola é premiada com uma boa colocação.
Em 2002, a escola levou para a avenida o tema: "Vou à Luta Sem Pedir Licença... Tupy or Not Tupy? Samba é a Resposta!",e conseguiu apenas a 7º colocação.
Em 2003 a Águia de Ouro foi a escola que trouxe mais inovações ao Carnaval de São Paulo, com o enredo "Quem Tem Olho Grande Já Entra na China", a agremiação da zona oeste fez questão de desfilar a caráter: com cerca de 40 integrantes chineses ou naturalizados brasileiros, de um total de 3.200, e uma seção com demonstrações de festas, danças típicas e artes marciais. A primeira novidade já foi sendo uma inovação com a bateria comandada por Mestre Juca abrindo-se ao meio para a passagem do casal de Mestre Sala e Porta Bandeira, mesmo com um carnaval bem apresentado a Águia fica em 11º lugar, muito próxima do que seria o rebaixamento previsto - uma vez que no fim a Liga Independente das Escolas de Samba de São Paulo decidiu não rebaixar ninguém.
Em 2004, durante os festejos pelos 450 anos de São Paulo, a escola para fugir um pouco do tema único decidiu homenagear a culinária paulistana e a apresentadora de programas sobre culinária Ana Maria Braga, recém recuperada de um câncer. O desfile, desenvolvido pelo carnavalesco Cebola, também foi uma crítica à desigualdade e à fome, e contou com a participação do arcebispo de Duque de Caxias (Dom Mauro Morelli)  um dos criadores do programa Fome Zero, que compareceu à concentração para agradecer à visita que recebeu de integrantes da agremiação enquanto esteve internado alguns meses antes, e aproveitou para abençoar o desfile. Segundo Chico Pinheiro e Maurício Kubrusly, que narravam o desfile pela TV no dia, o bispo também queria ter desfilado pela escola, mas os integrantes acharam melhor não criar problemas com a Igreja Católica. A bateria mais um ano inovou antes de entrar no recuo algumas integrantes da bateria que tocavam agogô foram para frente da bateria e com as fantasias azul e rosa formaram um coração do "Mais Você", símbolo do programa Mais Você de Ana Maria Braga. Depois do desfile das Campeãs, ganhou dois troféus São Paulo 450 anos de melhor Bateria e Samba-enredo, e ficou com a 8º colocação.
Em 2005, novamente com um enredo sobre o combate à fome, dessa vez mais específico, não foi mais possível segurar o bispo, um dos consultores do enredo, na concentração, e ele desfilou num carro alegórico adornado por anjos, mesmo com a vinda do renomado intérprete de samba-enredo Paulinho Mocidade para cantar o belo samba que a escola trazia, porém a escola pecou na Comissão de Frente e Evolução, terminando o carnaval de 2005 em 10° lugar.
Em 2006, com a saída de Cebola, que foi para a Mancha Verde, a Águia trouxe um tema forte, que falava sobre a pedofilia e maus tratos a crianças. Quarta a desfilar no desfile da madrugada de sábado para domingo, a escola trouxe o samba-enredo mais acelerado daquele ano. Segundo os narradores e comentaristas do desfile, a escola tratou com leveza um tema considerado bastante pesado para o Carnaval, fazendo uma importante denúncia. Durante o recuo da bateria, os integrantes desta apresentaram uma coreografia elaborada, ajoelhando para o público, sendo esta uma das escolas mais aplaudidas. Outras surpresas dos desfile foram as bailarinas que se apresentaram com sapatilhas de ponta e o casal de mestre-sala e porta-bandeiras fantasiado de Lobo Mau e Chapeuzinho Vermelho. Um dos carros alegóricos se referia à criança recém-nascida que foi abandonada na Lagoa da Pampulha pouco antes do carnaval, que mostrava uma sereia salvando um bebê.
Em 2007, sendo a quinta a desfilar na madrugada de sábado para domingo, mais uma vez a escola levantou a arquibancada com suas inovações, a bateria veio exatamente entre a comissão de frente formada por bailarinas clássicas e o carro abre alas com uma grandíssima Águia dourada e seu samba foi cantado por todos no Anhembi que ao final do desfile gritavam "É Campeã" embalado pela bela cadência da bateria. Na apuração, no entanto,  não foi como esperado pela comunidade e diretoria, e a escola totalizou 297 pontos, empatando com a Império de Casa Verde. Desempatadas no quesito Fantasia, conquistou o 4º lugar do Grupo Especial, ainda assim, sua melhor colocação até então.
No carnaval de 2008, com um enredo sobre as sensações através do sorvete, a escola levantou a arquibancada com as paradinhas coreografadas da bateria e um samba muito empolgante, porém um problema no quarto carro, um pneu furado, fez com que a escola tivesse vários problemas em sua evolução, caindo para o Grupo de Acesso do ano seguinte.
Em 2009, com o enredo No Swing da Pompeia, Águia de Ouro te convida pra Dançar retorna ao Grupo Especial, da a volta por cima ao ser campeã do Grupo de Acesso, isso devido a garra da comunidade da Pompéia que apoiou a diretoria. Seu título foi incontestável pelo belíssimo desfile apresentado, com a bateria como sempre bem afinada e paradinhas coreografadas, alegorias e fantasias bem acabadas, escola compacta e coerente em harmonia e evolução. E a bateria conquista seu 2° prêmio de melhor bateria do Carnaval de São Paulo pelo Troféu Nota 10 do grupo de Acesso.
Retornando ao Grupo Especial em 2010, com um enredo sobre a cidade de Ribeirão Preto "Ribeirão Preto - Região à Frente do Seu Tempo: Da Abolição ao Agronegócio, Terra de Liberdade e Riqueza!" criado por uma Comissão de Carnaval, permanecendo com o intérprete Serginho do Porto e o casal de mestre sala e porta-bandeira, João Carlos e Laís, que retornara, um grande destaque foi a bateria com suas 'paradinhas', mas um dos carros ao sair da concentração travou e eventualmente deu problemas com a harmonia. Terminou em 11º lugar e assim permaneceu no Grupo Especial ao contrário da maioria das escolas que abrem os dois dias de desfiles.
Passando o carnaval a escola perdeu sua quadra e teve que ensaiar na casa de shows A Seringueira localizada no bairro da Pompéia enquanto a nova quadra não ficava pronta, num terreno na marginal tietê.
Em 2011, a Águia trouxe de Volta o Carnavalesco Cebola que se junta a comissão de carnaval para elaborar o enredo "Com todo gás, a Águia de Ouro é fogo", a escola contou com patrocínio da Companhia de Gás de São Paulo (Comgás). Ao contrário dos anos anteriores a escola optou por um desfile técnico almejando o tão sonhado título. O desfile foi uma das grandes surpresas daquele ano e a escola conseguiu ficar num respeitoso 6º lugar, para algumas pessoas do mundo do samba poderia ter sido campeã do carnaval. O casal furacão João Carlos e Lais são premiados com o Troféu Nota 10 de melhor casal do carnaval de São Paulo.
Como não tinha mais como ensaiar na A Seringueira a escola passou a ensaiar no barracão até que sua nova quadra ficasse pronta.A poucos meses do carnaval a nova quadra fica finalmente pronta e hoje é uma das maiores quadras de escola de samba de São Paulo.
Em 2012, a Águia trouxe o enredo "Tropicália da paz e do amor. O movimento que não acabou", abordando o Tropicalismo embalada pelo bom desempenho do ano anterior e ainda com o patrocínio da Comgás. Com a saída de Joao Carlos e Lais, David Sabiá volta a Pompéia depois da sua passagem entre 2007 e 2008, quando foi par de Lais, era esperado um desfile rico com várias personalidades da música que compareceram como Gilberto Gil e Caetano Veloso que fizeram parte do movimento, mas teve problemas com a Comissão de Frente que tinha muito tempo para apresentar sua coreografia que num momento a Águia do Abre-alas elevava um integrante da comissão por cabos, e consequentemente causou problemas para a Harmonia e Evolução e lhe rendeu o 12º lugar, a frente apenas das duas rebaixadas para o Grupo de Acesso.
Em 2013, a Águia homenageou o sambista João Nogueira com o enredo "Minha Missão. O Canto do Povo. João Nogueira" e, além disso levou para avenida um samba de Diogo Nogueira e parceria, filho do homenageado e para o posto de Rainha de Bateria Milena Nogueira, nora do homenageado e esposa de Diogo. A escola também está com novo Coreógrafo da comissão de frente, Robson Bernardino que já havia estado na comissão de Frente da escola entre 2000 e 2006 e casal de mestre-sala e porta-bandeira, David Sabiá e Ana Paula, ausente da folia nos três últimos anos e considerada pelos sambistas como uma das melhores do segmento, com passagem por Rosas de Ouro e X-9 Paulistana, onde recebeu dois prêmios Troféu Nota 10 como melhor casal de MSPB de 2007 e 2008. A escola fez um desfile impecável, a Batucada da Pompéia mais uma vez foi destaque sendo a única bateria a conquistar a nota máxima (10,00) de todos os jurados, porem ultrapassou o tempo limite de desfile sendo penalizada em 1,1 ponto, ficando com o 3º lugar. Se não fosse essa penalização, teria sido campeã do Carnaval 2013 com 0,8 de folga para a então campeã Mocidade Alegre.
Para 2014, o enredo foi mais uma homenagem, desta vez ao cantor e compositor Dorival Caymmi "A velha Bahia apresenta o centenário do poeta cancioneiro Dorival Caymmi", que já havia sido tema da Águia em 1981, a escola contrata o carnavalesco Delmo de Moraes para trabalhar junto com o Cebola que continua na agremiação. No mês de setembro, convida ainda o carnavalesco Amarildo de Mello para formar um trio para desenvolver o carnaval. A escola almeja vir com tudo para recuperar o que perdeu no ano passado para ela mesma, com um desfile rico e colorido em todos os setores,com grande destaque ao abre-alas e outro grande destaque à Batucada da Pompéia. A escola, pelo belo desfile realizado ano passado, neste ano, era uma das favoritas para levar o título e que para Águia de Ouro, o que seria inédito. Ao fim da apuração, conquistou pela segunda vez seguida o terceiro lugar muito comemorado pela comunidade, porem a escola quer mais.
A Águia foi a última agremiação a lançar o enredo e o hino de 2015. O enredo foi "Brasil e Japão: 120 anos de união" que abordou diversos aspectos da cultura japonesa no Brasil e as influências do carnaval e o futebol no cotidiano do povo japonês, desenvolvido pelos Carnavalescos Amarildo de Mello e Claudio Cebola. Esse enredo era a aposta da agremiação da Pompéia em busca do inédito título. A duas semanas do desfile, a escola dispensa o intérprete Serginho do Porto e para seu lugar traz Douglinhas, que estava fora do carnaval desde 2013. Com um desfile bonito, a escola termina em 4° lugar. Para 2016 escolheu o enredo "Ave-Maria cheia de Faces" que foi desenvolvido pelos carnavalescos Amarildo de Mello e André Marins, o tema não era só uma homenagem a Virgem Maria mas também foi usado para falar das diversas mães e divindades que reforçam a figura da maternidade como Ísis, no Egito, Ártemis, na Grécia, e Vênus, em Roma. Com um belo desfile a escola acabou ficando apenas no 8º lugar.
Em 2017 com uma homenagem aos cachorros e uma mensagem de proteção a todos os bichos, divulgou o enredo "Amor, com amor se paga". Nesse ano a escola optou por não utilizar penas ou outros materiais de animais, outra curiosidade foi o Samba que foi muito criticado quando anunciado por não conter riqueza poética e melódica. A escola amargou a penúltima colocação no carnaval de São Paulo, mesmo resultado obtido em 2008. A escola perdeu pontos importantes na avaliação dos jurados, principalmente nos quesitos Alegoria e Samba-Enredo, e acabou retornando para o Grupo de Acesso em 2018.
Para disputar o Acesso em 2018 a agremiação anunciou seu tema "Mercadores de sonhos". O desfile mostrou as influências dos povos árabes no Brasil. Com técnica perfeita a escola também trouxe alegorias e fantasias de extremo bom gosto e bem acabadas. Na apuração o resultado foi o esperado e a escola foi campeã do Acesso com pontuação máxima. Para 2019, escolheu o enredo "Brasil, eu quero falar de você! Que país é esse?" que fará uma análise sobre a situação do Brasil em diversas esferas desde a época o descobrimento ate os dias de hoje, entre outros fatos que marcaram negativamente a história do país. A escola também anunciou a contratação de Fran Sérgio e Laíla para fazer parte da comissão de carnaval da escola e do intérprete Tinga para reforçar o carro de som ao lado de Douglinhas. Na apuração, o Águia obteve o sexto lugar, melhor resultado de uma escola vinda do Acesso desde 1998.
Em 2020, o Águia se reforça ao contratar o carnavalesco Sidnei França, que desenvolveu o enredo "O Poder do Saber – Se saber é poder… Quem sabe faz a hora, não espera acontecer" que abordou a sabedoria nos mais diversos aspectos. A escola fez uma apresentação forte principalmente nos quesitos de pista, e numa virada ocorrida no penúltimo quesito, Alegoria, o Águia de Ouro conquistou pela primeira vez na história o título do carnaval de São Paulo ao somar 269.9 pontos, 0.1 a mais do que Mancha Verde, que foi a vice-campeã.
Em 2022, dois anos e dois meses após desfilarem pela última vez, a escola, que contava com o enredo "Afoxé de Oxalá — No 'Cortejo de Babá', Um Canto de Luz em Tempo de Trevas", fez uma apresentação do mesmo nível de quando foi campeã, com um segmento de abertura (comissão de frente e abre-alas) belíssimo. No entanto, de forma inesperada, a agremiação evoluiu de forma lenta e precisou apressar o passo para não estourar o tempo máximo de 65 minutos. Foi despontuada nos quesitos "Evolução" e "Enredo" e acabou ficando com um apático 6º lugar, fora do desfile das campeãs.
No carnaval de 2023, o Águia de Ouro desfilou com o enredo "Um Pedaço do Céu" inspirado na marca Sodiê Doces. Chitão Martins substituiu Darlan Alves no carro de som da escola, dividindo o posto com Serginho do Porto e Douglinhas. Na apuração, o Águia termina na oitava colocação. Após o desfile, o carnavalesco Sidnei França se transfere para o Vai-Vai. Para o carnaval de 2024, o Águia escolhe como enredo o centenário do rádio no Brasil e uma homenagem à carreira do radialista Eli Corrêa. Com um desfile considerado abaixo da crítica, a escola obtém a décima colocação.
Para o carnaval de 2025, o Águia de Ouro contratou o carnavalesco André Machado, egresso da Mancha Verde. A escola escolheu abrir o segundo dia de desfiles, no sábado de carnaval, e anunciou um enredo em homenagem ao cantor e compositor Benito di Paula, que aos 82 anos de idade participou do desfile, vindo na última alegoria. O cantor Xande de Pilares também participou do desfile, vindo no carro de som da escola. Na apuração, o Águia de Ouro figurou na liderança da tabela até o penúltimo quesito, mas com a perda de cinco décimos em Evolução, terminou em sétimo lugar, ficando de fora do Desfile das Campeãs. O desfile marcou a despedida de Mestre Juca, após 34 anos à frente da bateria. Após o carnaval, o carnavalesco André Machado e o coreógrafo Ruy Oliveira foram dispensados. Em 10 de junho de 2025, morreu o mestre-sala da agremiação, João Carlos Camargo.

## Segmentos

### Presidentes
| Nome                     | Mandato           | Ref.   |
| ------------------------ | ----------------- | ------ |
| Gilson Carriuolo         | 1976 - 1982       |        |
| Sidnei Carriuolo Antônio | 1982 - atualidade | [ 16 ] |

### Intérpretes
| Carnavais     | Intérprete oficial                             | Ref.          |
| ------------- | ---------------------------------------------- | ------------- |
| 1984          | Royce do Cavaco                                |               |
| 1987-1988     | Aureo Galloro                                  |               |
| 1991-2001     | Douglinhas                                     | [ 17 ]        |
| 2002-2004     | Douglinhas e Serginho do Porto                 | [ 17 ] [ 18 ] |
| 2005          | Paulinho Mocidade                              | [ 19 ]        |
| 2006-2014     | Serginho do Porto                              | [ 18 ]        |
| 2015-2016     | Douglinhas                                     | [ 17 ]        |
| 2017          | Douglinhas e Fernandinho SP                    | [ 17 ]        |
| 2018          | Douglinhas e Serginho do Porto                 | [ 17 ] [ 18 ] |
| 2019          | Douglinhas e Tinga                             | [ 17 ] [ 20 ] |
| 2020          | Douglinhas, Tinga, Darlan Alves                | [ 17 ] [ 20 ] |
| 2022          | Douglinhas, Serginho do Porto e Darlan Alves   |               |
| 2023          | Douglinhas, Serginho do Porto e Chitão Martins |               |
| 2024-presente | Douglinhas e Serginho do Porto                 |               |

### Diretores
| Período   | Diretor de Carnaval      | Diretor geral de harmonia | Mestre de bateria | Ref.   |
| --------- | ------------------------ | ------------------------- | ----------------- | ------ |
| 2011-2013 | Sidnei Carrioulo Antônio | Comissão de Harmonia      | Juca              |        |
| 2014      | Comissão de Carnaval     | Comissão de Harmonia      | Juca              | [ 21 ] |
| 2015      | Sidnei Carrioulo Antônio | Comissão de Harmonia      | Juca              |        |
| 2016      | Comissão de Carnaval     | Comissão de Harmonia      | Juca              |        |
| 2017      | Sidnei Carrioulo Antônio | Comissão de Harmonia      | Juca              |        |
| 2018-2025 | Comissão de Carnaval     | Alan Camilo               | Juca              | [ 22 ] |

### Coreógrafos
| Período   | Nome              | Ref.   |
| --------- | ----------------- | ------ |
| 2007-2010 | Paula Gasparini   | [ 16 ] |
| 2011-2012 | Roberto Mafra     | [ 23 ] |
| 2013-2016 | Robson Bernardino | [ 24 ] |
| 2017-2019 | Chris Rabello     |        |
| 2023      | Ruy Oliveira      |        |
| 2024      | Kelson Barros     |        |
| 2024-2025 | Ruy Oliveira      |        |
| 2026      | André Almeida     |        |

### Casal de Mestre-sala e Porta-bandeira
| Período   | Nome                              | Ref.   |
| --------- | --------------------------------- | ------ |
| 2003-2006 | João Carlos e Laís                | [ 3 ]  |
| 2007-2008 | David Sabiá e Laís                |        |
| 2009      | Rubens e Laís                     |        |
| 2010-2011 | João Carlos e Laís                |        |
| 2012      | David Sabiá e Fernanda            | [ 25 ] |
| 2013      | David Sabiá e Ana Paula           | [ 26 ] |
| 2014-2015 | Kawan Alcides e Ana Paula         | [ 27 ] |
| 2016-2022 | João Carlos e Ana Paula           | [ 28 ] |
| 2023      | João Carlos e Lyssandra Groothers |        |
| 2024-2025 | João Carlos e Monalisa Bueno      |        |

### Corte de Bateria
| Período     | Rainha de Bateria                                                  | Madrinha de Bateria | Ref.   |
| ----------- | ------------------------------------------------------------------ | ------------------- | ------ |
| 2003        | Thaize Pinheiro                                                    |                     |        |
| 2004 – 2005 | Thaize Pinheiro                                                    | Lyllian Brangança   |        |
| 2006 – 2007 | Thaize Pinheiro, Thais Palmares e Mara Kelly                       | Lyllian Brangança   |        |
| 2008        | Thaize Pinheiro, Thais Palmares e Mara Kelly                       | Quitéria Chagas     |        |
| 2009        | Thaize Pinheiro, Thais Palmares e Cinthia Santos                   |                     |        |
| 2010 – 2012 | Valesca Popozuda                                                   |                     | [ 29 ] |
| 2013 – 2014 | Milena Nogueira                                                    | Cinthia Santos      | [ 30 ] |
| 2015 - 2018 | Cinthia Santos                                                     | Miku Oguchi         | [ 31 ] |
| 2019        | Domênica Anastácio, Karoline Morais, Marina Franco e Vanessa Alves |                     | [ 32 ] |
| 2020        | Vanessa Alves, Domenica Anastácio e Marina Franco                  |                     | [ 33 ] |
| 2021        | Vanessa Alves e Domenica Anastácio                                 |                     |        |
| 2023 –      | Vanessa Alves                                                      |                     |        |

## Carnavais
| Ano  | Colocação | Grupo | Enredo | Carnavalesco | Ref.                 |
| ---- | --- | --- | --- | --- | -------------------- |
| 1977 | Vice-campeã | 2-UESP | A Bahia de Jorge Amado | Paulinho |                      |
| 1978 | 8º lugar | 1-UESP | Cem anos de Chorinho | Comissão de Carnaval                                                                                                   |                      |
| 1979 | Vice-campeã | 1-UESP | Brasil, Paraíso Original | Gilson Carrioulo |                      |
| 1980 | 7º lugar | Acesso | Raízes da Amizade | Tito Arantes |                      |
| 1981 | 7º lugar | Acesso | Dorival Caymmi, O Cancioneiro da Bahia | Dengo |                      |
| 1982 | 5º lugar | Acesso | Viagem Encantada ao Reino da Natureza | Comissão de Carnaval                                                                                                   |                      |
| 1983 | Vice-campeã | Acesso | Na Ilusão da Fantasia à Fantasia da Ilusão | Osvaldo Arouche |                      |
| 1984 | 10º lugar | Especial | Mil vidas, o Teatro Através dos Tempos | Comissão de Carnaval (Gilson, Ênio e Sérgio)                                                                           |                      |
| 1985 | 3º lugar | Acesso | Vadico, o Parceiro Esquecido | Comissão de Carnaval (Gilson, Ênio e Sérgio)                                                                           |                      |
| 1986 | Vice-campeã | Acesso | Assim Falou Juca Pato | Gilson Tavares |                      |
| 1987 | 9° lugar | Especial | Para Viver um Grande Amor | Wágner Antônio |                      |
| 1988 | 10º lugar | Especial | Menino da Lapa | Sidnei Carrioulo Antônio                                                                                               |                      |
| 1989 | 4º lugar | Acesso | Astrologia, Ciência e Arte | Sidnei Carrioulo Antônio                                                                                               |                      |
| 1990 | Vice-campeã | Acesso | Eros e Cupido no pais do carnaval | Foguinho |                      |
| 1991 | 8º lugar | Especial | São Paulo, Pátria mia | Wágner Antônio |                      |
| 1992 | 3º lugar | Acesso | Felicidade | Sidnei Carrioulo Antônio                                                                                               |                      |
| 1993 | 3º lugar | Acesso | Identidade Brasil | Cuca |                      |
| 1994 | 6º lugar | Acesso | Sonhos de um sambista | Tito Arantes |                      |
| 1995 | 4º lugar | Acesso | Voa, Voa Liberdade | Tito Arantes |                      |
| 1996 | Vice-campeã | Acesso | Paulista, Eu Te Amo | Comissão de Carnaval                                                                                                   |                      |
| 1997 | 10° lugar | Especial | Siyau-Yu - Do grão sagrado ao passado: a esperança do futuro | Gilson Tavares e Sônia Regina                                                                                          |                      |
| 1998 | Campeã | Acesso | Assim caminha a humanidade Compositores: Pindaia, Ivan, Hermes, Paulinho, Osvaldinho, Andozinho e Cabelo. | Virgílio Ramos |                      |
| 1999 | 10° lugar | Especial | A criação do mundo ao terceiro dia compositores:Tiaraju, Rabino e Darlan. | Virgílio Ramos |                      |
| 2000 | 7° lugar | Especial | A formação do povo Brasileiro Compositores: Regianno, Edu Chaves e Almir Espinola. | Paulo Führo |                      |
| 2001 | 7° lugar | Especial | De Salém a Brasília, o que vale é a bruxaria Compositores:Sidão, Biti, Borracha e Luizinho SP. | Paulo Führo |                      |
| 2002 | 7° lugar | Especial | Vou a luta sem pedir licença. Tupy or not tupi? Sampa é a resposta Compositores: Pelezinho, Quinzinho e William. | Paulo Führo |                      |
| 2003 | 11º lugar | Especial | A Milenar cultura de um povo, quem tem olho grande já entra na China Compositores: Ala De Compositores. | Comissão de Carnaval (Tito Arantes Filho, Cid Carvalho, Victor Santos e Fran Sergio)                                   |                      |
| 2004 | 8° lugar | Especial | Sou mais São Paulo… Ana Maria Braga conta os 450 anos da culinária paulistana Compositores: Anderson, Borracha, Douglinhas, Mariazinha, Mauro Pirata, Michel, Regiano, Serginho Do Porto e Xuxa do Cavaco. | Cebola |                      |
| 2005 | 10º lugar | Especial | O Pão Nosso de Cada Dia nos dai hoje Compositores: Ala De Compositores. | Cebola |                      |
| 2006 | 7º lugar | Especial | Não tem Desculpa Compositores: Marcio Pessi, Rubinho, Ivanzinho e Ronaldo. | Victor Santos |                      |
| 2007 | 4º lugar | Especial | Deus fez o homem de barro e a Águia de Ouro… o Brasil Feito a Mão Compositores: Ala De Compositores. | Victor Santos |                      |
| 2008 | 13º lugar | Especial | A taça da Felicidade, Uma Viagem pelos Sentidos às Delícias do Sorvete Compositores: Ronaldinho, Marcio Pessi e Serginho Do Porto. | Victor Santos |                      |
| 2009 | Campeã | Acesso | No Swing da Pompéia, Águia de Ouro te convida pra Dançar Compositores: Serginho do Porto, R. Alves, André Fullgaz, Serginho Castro e Serginho Sumaré. | Victor Santos |                      |
| 2010 | 11º lugar | Especial | Ribeirão Preto - Região à Frente do Seu Tempo: Da Abolição ao Agronegócio, Terra de Liberdade e Riqueza! Compositores: André Ms, Celso Guerra, Clayton, Drigo ATR, Formiga, Jairo, MIG, Tadeu, Waltinho e Xan. | Comissão de Carnaval (Sérgio Caputo, Bety Trindade e Tito Arantes)                                                     |                      |
| 2011 | 6° lugar | Especial | Com todo gás a Águia de Ouro é fogo Compositores:Marcio Pessi, Marco Antônio Pessi, Serginho do Porto, Serginho Castro, Andre Fulggaz, Sérgio Alan, Didi Pinheiro, Anísio, Wal e Íris. | Comissão de Carnaval (Cebola, Sérgio Caputo e Bety Trindade)                                                           | [ 34 ]               |
| 2012 | 12º lugar | Especial | Tropicália da Paz e Amor, O Movimento que não Acabou! Compositores: Fernando Sales, Jairo, Rodrigues e Tadeu. | Cebola |                      |
| 2013 | 3º lugar | Especial | Minha missão. O canto do povo. João Nogueira Compositores: Diogo Nogueira, Ciraninho, Rafinha, Leandro e Serginho Castro. | Cebola |                      |
| 2014 | 3º lugar | Especial | A velha Bahia apresenta o centenário do poeta cancioneiro Dorival Caymmi Compositores: Vitor Gabriel, Rodolfo Minuetto, Rodrigo Minuetto, Cruz, Bruno Tomegeski, Pelezinho, W. Corrêa e Jr. Silva. | Cebola, Delmo de Moraes e Amarildo de Mello                                                                            | [ 35 ] [ 36 ] [ 37 ] |
| 2015 | 4º lugar | Especial | Brasil e Japão: 120 anos de união Compositores: Chanel Da Vila, Douglinhas, Ivanzinho, Pelezinho Aha e Serginho Do Porto. | Cebola e Amarildo de Mello                                                                                             |                      |
| 2016 | 8º lugar | Especial | Ave Maria cheia de faces Compositores: Douglinhas, Juca , Izanzinho, Cuca e Pelezinho. | André Marins e Amarildo de Mello                                                                                       |                      |
| 2017 | 13º lugar | Especial | Amor com amor se paga. Uma história animal! Compositores: Douglinhas, Juca, Pelezinho, Ivanzinho, Cuca e Fernandinho SP. | Amarildo de Mello | [ 38 ]               |
| 2018 | Campeã | Acesso 1 | Mercadores de Sonhos Compositores: Andre Luís, Cíntia Camarotto, Digo Sá, Douglas Chocolate, Guga Pacheco, Marcelo Garcia Leal (Tchelo). | Vinícius Freitas e Sérgio Caputo Gall                                                                                  | [ 22 ] [ 39 ] [ 40 ] |
| 2019 | 6° lugar | Especial | Brasil, eu quero falar de você! Que país é esse! Compositores: Márcio Filhos da Águia, Nando, Filosofia, Babú, Leandro B, Lula, Tuca, Jacopetti, Dico, e Diley Machado; Fernandinho SP, Léo, Paulo Eduardo, R. Centenaro, R. Campos e Portela; Ivanzinho, Jairo, Rodrigo Rocha, Carioca, Jose Sales, Zanza Simião, Silva Oliveira e Waltinho; e Rafael Prates, Russo, Amós TK, Silas, Rafa Malva, Zé Paulo, Maracá, Souza e Wagner. | Comissão de Carnaval (Laíla, Fran Sérgio, Sérgio Caputo Gall e Bety Trindade)                                          | [ 41 ] [ 42 ] [ 43 ] |
| 2020 | Campeã | Especial | O Poder do Saber - Se Saber é Poder… Quem Sabe Faz a Hora, Não Espera Acontecer Compositores: Armênio Poesia, Chanel, Darlan Alves, Freddy Viana, Marcelo Casa Nossa e Xandinho Nocera. | Sidnei França | [ 44 ]               |
| 2021 | Inicialmente adiados para o mês de julho, os desfiles do Carnaval 2021 foram cancelados devido a pandemia de Covid-19. | Inicialmente adiados para o mês de julho, os desfiles do Carnaval 2021 foram cancelados devido a pandemia de Covid-19. | Inicialmente adiados para o mês de julho, os desfiles do Carnaval 2021 foram cancelados devido a pandemia de Covid-19. | Inicialmente adiados para o mês de julho, os desfiles do Carnaval 2021 foram cancelados devido a pandemia de Covid-19. | [ 45 ]               |
| 2022 | 6º lugar | Especial | Afoxé de Oxalá – No ‘Cortejo de Babá’, Um Canto de Luz em Tempo de Trevas Compositores: Dominguinhos do Estácio, Jorginho Moreira, João Perigo, Lico Monteiro, Leandro Thomaz, Telmo Augusto, Lucas Valentin, JotaPê, Lanza RafaBerê, Araken Kaoma, Solano Laranjo, Serginho Rocco, Rosali Ahumada Carvalho, Lequinho, Júnior Fionda, Dedé, Rafael Santos, Chocolate, W. Corrêa, Vieira e Rafa Machado.                             | Sidnei França | [ 46 ] [ 47 ]        |
| 2023 | 8º lugar | Especial | Um Pedaço do Céu Compositores: Aquiles Da Vila, Boldrini, Chanel, Lucas Queralt, Luccas Barroso, Marcelo Dores, Salgado Luz e Tales Queralt. | Sidnei França | [ 48 ] [ 49 ]        |
| 2024 | 10º lugar | Especial | Águia de Ouro nas Ondas do Rádio Compositores: Tales Queralt, Aquiles Da Vila, Lucas Queralt, Chanel, Marcelo Dores, Salgado Luz, Luccas Barroso, Abílio Jr., André Ricardo, Bruno Ribas, Nando Do Cavaco, Ivanzinho, André Filosofia, Caio Ricci, Cauê Ricci e Edson. | Claudio Cebola, Victor Santos e Márcio Gonçalves                                                                       | [ 50 ]               |
| 2025 | 7º lugar | Especial | Em Retalhos de Cetim, a Águia de Ouro do jeito que a vida quer Compositores: Rapha SP, Marcus Boldrini e Marcelo Nunes. | André Machado | [ 51 ]               |
| 2026 | | Especial | Mokun Amsterdã, o vôo da águia pela cidade libertária | Alexandre Louzada | [ 52 ] [ 53 ]        |

## Títulos
| Títulos da Águia de Ouro | Títulos da Águia de Ouro | Títulos da Águia de Ouro | Títulos da Águia de Ouro |
|                          | Divisão                  | Total                    | Ano                      |
| ------------------------ | ------------------------ | ------------------------ | ------------------------ |
|                          | Grupo Especial           | 1                        | 2020                     |
|                          | Grupo de Acesso          | 3                        | 1998, 2009, 2018         |